# سبيستون
سبيستون (بالإنجليزية: Spacetoon) هي قناة تلفزيونية فضائية عربية مَفتوحة مُتخصّصة في أفلام ومسلسلات الرسوم المتحركة والأنمي الياباني والفقرات الخاصة بالأطفال والمراهقين، وتُعتبر قناة سبيس تون ثالث قناة مُتخصصة في الرسوم المتحركة في الوطن العربي بعد آرتينز وقناة ديزني العربية، وأول قناة عربية مفتوحة مخصصة للأطفال. وتعرض القناة أهم المسلسلات الكَرتونية العالميّة، وعلاوةً على ذلك، فإنها تعرض عددًا من الأغاني والأناشيد والفقرات القصيرة الهادفة ذات الطابع الفكاهي والتثقيفي والديني.
بدأت بَث القناة في مارس عام 2000 بفقرة أطفال ضمن تلفزيون البحرين الحكومي وانطلقت كقناة مستقلة في 2002. لها مقران؛ الأول في دمشق والثاني افتتح في 2003 في دبي. القناة لها عشرة كواكب تحدد أصناف الرسوم المتحركة حسب المحتوى أو العمر. وتمتلك سبيس تون مجموعة من المستثمرين السوريين وتتضمن مجموعة من الشركات المختصة بالطفل والإنتاج والدوبلاج والنشر. اعتبارًا من 2016 تُبث سبيستون لـ22 دولة، وتُحقق مشاهدات أكثر من 130 مليون مُشاهد.
ارتبطت قناةُ سبيستون ارتباطًا وَثيقًا بمركز الزهرة، حيث أصبحت الواجهة الأولى لعَرض المسلسلات والأفلام والبرامج التي يقوم المركز بدبلجتها وإخراجها وذلك مُنذ تأسيسها عام 2000، ولِتكون هي المنبر الأساسي للمركز بعد أن كانت تلك البرامج تُعرض على القنوات العربية الحكومية في الفترة ما بين عام 1985 حين تأسس مركز الزهرة وما بين عام 2000، كما ارتبطت أيضًا ببعض برامج مؤسسة الإنتاج البرامجي المشترك لدول الخليج العربي مثل دمتم سالمين ومدينة المعلومات وبعض مسلسلات الكرتون التي قامت المؤسسة بدبلجتها والتي كانت تُعرض في ثمانينات وتسعينات القرن العشرين مثل عدنان ولينا وغيرهم.
تتبع القناة مجموعة سبيستون الإعلامية تحت ظل شركة جلوبال نيو ايج ميديا، وتُعتبر إحدى أبرز العلامات التجارية الإعلامية الموجهة للأطفال في الشرق الأوسط وشمال أفريقيا. تهدف القناة إلى إسعاد الطفل في العالم العربي وترسيخ القيم النبيلة والخِصال الحميدة، علاوةً على ما سبق، فإن القناة قد اهتمت وبشكلٍ ملحوظ بالصفات والقيم الدينية للمجتمع العربي وقد بدا ذلك جليًا في الفقرات التعليمية والفواصل التي تبرز معالم بعض الفروض والفضائل مثل الصوم والحج. والجدير بالذكر أن القناة وبالتعاون مع مركز الزهرة قد اهتمت اهتمامًا بالغًا بمواكبة العالم المعاصر وتقديم أحدث المُسلسلات والبرامج الكرتونية مع إضفاء الطابع القيّمي والأخلاقي للمجتمع العربي والإسلامي ما جعلها تتفرد وتتميز بكونها الأولى من نوعها التي تسلك هذا النهج في محتواها.
ارتقت القناة لتكون في مُخيّلة الأجيال العربية التي ما لبثت وأن اُعتبرت سبيستون هي الأولى على نطاق واسع في المحتوى، والثقافة، والهوية العربية، والحداثة، والترنّم على مُستوى الأصوات في عقول هؤلاء الأجيال بدءً من الذين عاصروا افتتاحها عام 2000 وحتى هذا اليوم.
تقوم فكرة القناة على التبحر في الفضاء والتنقل بين الكواكب العشر التي خصصتها القناة لعرض مُسلسلاتها، إذ أن كُل كوكب من هذه الكواكب العشر يُمثل نمطًا ونوعًا معينًا من الرسوم المتحركة. أما الكواكب فهي؛ أكشن وكوميديا وزمردة ومغامرات ورياضة وبون بون وأبجد وعلوم وأفلام وتاريخ مع الذكر بأن الكوكب الأخير قد تمت إزالته حالياً.

## التاريخ

### ما قبل سبيستون
قبل منتصف التسعينيات لم يكن للأطفال في العالم العربي قناة تختص بهم، إذ كانت البرامج ومسلسلات الكرتون المدبلجة الخاصة بهم تُعرض ضمن أوقات محدّدة على التلفزيونات الحكومية المحلية.
كان للأنمي الياباني الحصّةُ الأكبر بين الأعمال المعروضة في تلك الفترة، حيث تولّت شركات لبنانية بمعظمها ويُعد أشهرها فيلملي والتلفزيون اللبناني عمليةَ الدبلجة، فظهرت نسخ عربية من مسلسلات مثل زينة ونحول ومغامرات السندباد وغرندايزر وجزيرة الكنز. إلى أن ظهرت في العام 1976 مؤسسة الإنتاج البرامجي المشترك التابعة لمجلس التعاون الخليجي، والتي بدأت عملها في العام 1977 مع ابتكار البرنامج التربوي افتح يا سمسم، لتنجز بعدها دبلجة أعمال يابانية عدّة منها عدنان ولينا وليدي أوسكار ومغامرات توم سوير.
ظلَّ الوضع كما هو حتّى الثاني من أبريل من العام 1997 عندما أطلقت شبكة أوربت الإعلامية قناة ديزني الشرق الأوسط النسخة العربية من قناة ديزني التي اشتهرت بأعمالها المدبلجة إلى المحكية المصرية واللبنانية. على الرغم من أنّ الكثير من الأطفال لم يتمكّنوا من مشاهدتها لكونها مشفّرة، فإنّها كانت القناة الوحيدة المخصّصة للأطفال في العالم العربي في ذلك الوقت، قبل أن تلحقها في العام التالي قناة آرتينز التابعة لشبكة راديو وتلفزيون العرب والتي كان تشفيرها يُفَكُّ خلال فصل الصيف.

### إنشاء سبيستون

مركز الزُهرة.

#### ولادة الفكرة
في العام 1985 أنشأ فايز الصباغ رفقة ماهر الحاج ويس مركز الزهرة المُختص في دبلجة مُسلسلات الأنمي الياباني إلى العربية، وكانت أعمال هذا المركز حينئذٍ تُشترى من قِبل القنوات الحكومية والمحلية خاصةً في عقد الثمانينات والتسعينات، وبعد نجاح دام 15 عامًا قرر فايز الصباغ وشًركاؤه إنشاء قناة مُختصة للأطفال تقوم بعرض أعمال المركز، وكانت هي البذرة التي أدت إلى إنشاء محطة سبيستون.

#### انطلاق القناة
في عام 1999 وقعت هيئة الإذاعة والتلفزيون البحرينية اتفاقًا لبث قناة سبيستون المتخصصة بأفلام الكرتون لمدة سبعُ ساعات يوميًا. لينطلق البث رسميًا في 15 مارس عام 2000 على قناة البحرين بشكلٍ يومي مُنذ الساعة العاشرة صباحًا وحتى الخامسة مساءً بتوقيت مكة، استمر البث على قناة البحرين لمدة عامين، إلى أن توقف البث في 12 يناير عام 2002 بسبب الاختلاف بالعقد المبرم بين المحطة وبين هيئة الإذاعة والتلفزيون البحرينية. لتستقل محطة سبيستون وتؤسس قناة مُستقلة باسم قناة سبيستون.

## الإطار التصميمي

### الهوية الأولى 2000 – 2005

لقطة شاشة للشخصية الخيالية ريمي باربرين بطلة مُسلسل دروب ريمي وهي تُقَدِم جَدول بَرامج اليَوم ضِمن فَقْرة في إحدى البرامج مِن أداء هنادي السعدي في 29 يُوليو 2000م أثناء فترة البَث التَجريبي، قبل ثلاثة أيام فقط من انطلاق البث الرسمي والنظامي للمحطة.

عرضٌ دعائي لبرنامج «كونان على الهواء»، وهو من أشهر البرامج المُباشرة التي عُرضت على سبيستون في بداية مشوارها وطوال تاريخها.

بدأت القناة بفكرة مستوحاة من الفضاء، حيث يخوض الطفل بأفكاره عند مشاهدته المُسلسلات إلى الفضاء الخارجي ويبدأ بالتبحر في طيّات الكون الفسيح المليء بعالم المرح. كانت الهوية الأولى هي المُحببة لدى الجيل القديم الذي عاصر تلك الفترة، فكانت ملامح القناة يملأها سواد الفضاء والألوان الغامقة؛ لاسيّما في الفواصل والعروض والإعلانات عن المسلسلات. من خلال الهوية الأولى بدأت سبيستون تُكّشِف عن لزماتها الشهيرة، من أبرز تلك اللزمات، جُملة سنعود بعد قليل في بداية الفواصل وكلمة عُدنا عند الانتهاء منها. ومنها كذلك انطلقت أغاني الدُمية هيا ومنها أغنية من يعرف كيف يكون التي غُنيت بثلاث طُرق مُختلفة.
تُقسَّم الهوية الأولى لسبيستون إلى أربعة مراحل:
- المرحلة الأولى (مارس 2000 – أغسطس 2000): بدأت القناة كمحطة بث تجريبي على التلفزيون البحريني، مع ساعات محدودة من الساعة العاشرة صباحًا حتى الخامسة مساءً. تم تقديم فكرة الكواكب العشرة، حيث ظهر أبطال المسلسلات لتعريف المشاهدين بالقناة، وكان الإطار التصميمي باللون الأصفر.
- المرحلة الثانية (أغسطس 2000 – يناير 2002): انطلقت القناة بشكل رسمي، وتم تغيير تصاميم الفواصل إلى إطار أسود شبيه بالمركبة الفضائية. ازدادت ساعات البث، وظهرت الفواصل التعليمية والكوميدية والأغاني والأناشيد.
- المرحلة الثالثة (يناير 2002 – 2003): اعتبرت نقلة نوعية، حيث انتقلت القناة للبث الفضائي واستقلت عن التلفزيون البحريني. ازدادت ساعات البث إلى الثامنة مساءً، وتم إدخال فقرات جديدة مثل "الرابط العجيب" وتقديم الكواكب بطريقة كوميدية باستخدام الربابة، مما أضفى روح المرح على العروض. كما دخلت الإعلانات الجديدة مثل ألعاب نيوبوي، مما ساهم في جذب الأطفال وزيادة تفاعلهم مع المحتوى المقدم.
- المرحلة الرابعة (2003 – 2004): بدأت القناة بالبث على مدار الساعة بلا توقف، مِما أحدثَ انفجار هائل بعدد الأعمال وزيادة في الفواصل والأغاني سواءً المُقتبسة أو التي صممتها القناة.

اشتُهرت الهوية الأولى كذلك بالبساطة والتميّز، إذ كانت تُقدم العديد من البرامج الخاصة بالمحطة، مثل برنامج كونان على الهواء من أداء مؤدية الصوت آمال سعد الدين. كما كانت تُعرض الإعلانات والتنويهات بأصوات شخصيات رسوم المتحركة التي تُعرض في ذلك الوقت. كانت الهوية الأولى هي التي شهدت امتياز القناة مُنذ افتتاحها في سنواتها الأولى كما شهدت لحظات انتقال سبيستون من كوّنها فقرة تُقدم بوقت معين في محطة حكوميّة إلى قناة مُستقلة بحد ذاتها.
ومن البرامج التي تزامنت مع الهوية الأولى هي ذاتها البرامج التي تميزت بكونها أيقونة سبيستون والتي يعتبرها أطفال ذلك الجيل ما يُسمى ببرامج عصر سبيستون الذهبي. من هذه البرامج أبطال الديجيتال بكافة أجزاءه والمحقق كونان الذي يُعتبر حتى الآن أنجح الأنميات والمسلسلات الكرتونية التي عُرضت على قناة سبيستون، وسلام دانك وصقور الأرض وأنا وأخي ودروب ريمي وعهد الأصدقاء والكابتن ماجد وغيرها الكثير من البرامج.

### الهوية الثانية 2005 – 2013

فاصل لكوكب رياضة في العام 2005.

انطلاقًا من عام 2005، قامت سبيستون بتغيير هويتها إلى حُلةٍ جديدة، فبالرغم من أن ملامح القناة لم تتغير بشكلٍ جذري إلا أنها ازدادت تَطورًا عن ذي قَبل، فزادت بعض التفاصيل في فواصلها وعروضها، وأضافت بعض الحركة عليها، في الهوية الأولى، كانت الكواكب تَمر مِن غير تفاصيل دقيقة وما يجري على الكوكب، أما في هذه الهوية فقد زادت بعض التفاصيل وأصبحت الكاميرا التي تحل محل الشاشة تمر على الكواكب ليُشاهد الطفل ما يجري في ساحات ومواضع كُل كوكب. امتازات هذه الهويّة أيضًا بزيادة سُبْل التواصل ما بين القناة وما بين المُشاهد، حيث أنشأت شريط رسائل خاص للمُشاهدين أسفل القناة، كما أنشأت أيضًا كنترول سبيستون الذي يختَّص بالرد على المُتابعين والمُحبين، فضلًا عن إنشائها مُنتدى خاص تابع للموقع الرسمي مُخصّص للمشاركات وتناول المواضيع العامة والخاصة بالقناة.
علاوةً على ذلك، أضافت سبيستون باقةً من البرامج بدءً من العام 2005 بالتزامن مع انطلاق الهوية الثانية، وكانت تلك البرامج مُتنوعة في أطروحاتها وحبكاتها، من هذه البرامج؛ أنا وأختي المُسلسل الدراماتيكي الذي يضم في طيّاته مغامراتٍ مثيرة ومشوّقة وأمجد وميمو وروبوكون وكرش جير وغيرها من البرامج الأخرى.

### الهوية الثالثة 2013 – حتى الآن

مشهد لكوكب بون بون في العام 2013.

في 3 مارس 2013، قامت قناة سبيستون بالظهور على الشاشة مُجددًا كعادتها ولكن بُحلةٍ جديدة وغير مألوفة هذه المرة، إذ ظهرت بهويةٍ جديدة غير سابقتيها والتي تُعتبر ثالث الهويات لها مُنذ افتتاحها مُنذ مطلع الألفية الثالثة.
في الحُلة الجديدة؛ ظهرت القناة بألوان فاتحة على عكس ما يجوب في الفضاء في العالم الواقعي والافتراضي، وعلى عكس ما بدا في الهويتين السابقتين، إذ بدل أن يغلب طابع المحُتوى السواد والألوان الغامقة كما هو الحال في الفضاء، طغت الألوان الفاتحة عليها كاللون الوردي والأبيض وغيرها على ملامح الكواكب والسماء سواءً في الفواصل أو العروض، حيث في الفواصل وما قبل عرض المُسلسلات يظهر للمتابع مشاهد ما يحدث في الكواكب من الساكنين عليها، ويظهر في الختام بطل أحد المُسلسلات التي يتم عرضها في الكوكب وهو يُرحب بالمشاهدين أو يودعهم في حال انتهى البرنامج المعروض.
أعادت سبيستون تصميم الكواكب من جديد، كما تقلَّص عدد الكواكب بالتزامن مع انطلاق الهوية الثالثة من عشرة كواكب إلى سبعة كواكب، والكواكب التي تمّ إزالتها هي علوم، أفلام وتاريخ، قبل أن يعودَ كوكبا علوم وأفلام إلى الواجهة بعد فترة زمنية. مُسلسل الدببة الطيبون أول مُسلسل يُعرض على القناة بالهوية الجديدة على كوكب بون بون وذلك في صباح الثالث من مارس في العام 2013.

## الرمزيات

### التسمية

يُختصر الإسم في الشعار أحيانًا إلى ستْون بدلًا من سبيستون.

يعود سبب تسمية القناة بهذا الاسم سبيس تون أو سبيستون (بالإنجليزية: SpaceToon) والتي تعني بحسب ترجمتها فضاء الرسوم المتحركة إلى فكرة المحطة وهي التبحر في عالم فضاء الكرتون، إذ أن كلمة Space تعني الفضاء وكلمة Toon اختصاراً لكلمة Cartoon والتي تعني الرسوم المتحركة. وهو ما يُعطي الإيحاء إلى أن القناة تترسخ على فكرة الفضاء الخارجي والكون الفسيح المليء بعالم الدهشة والمرح. وبحسب ما صرحت إدارة سبيستون بأن مركز الزهرة كذلك قد سُمي نسبةً إلى كوكب الزهرة بسبب كونه الكوكب الوحيد الذي يدور عكس عقارب الساعة بالنسبة للمجموعة الشمسية كما أنه من أقرب الكواكب للشمس، مُستدلًا بذلك على تفرّد المركز وقُربه للمُشاهد.

### الشعار
ما يُميز قناة سبيستون علاوةً على برامجها ونهجها والفكرة المحوريّة للقناة؛ هو شعارها الذي ظلَّ يُلازم زاوية الشاشة مُنذ افتتاح القناة في العام 2000 وحتى الآن، يتكون الشعار من كلمة سبيستون باللغة الإنجليزية (بالإنجليزية: Spacetoon)، يبدأ بالحرف S مزهوًا باللون الأصفر وممدودًا من الأعلى ليكون كالسقف الذي يُستظل به، ويكتمل الشعار ببقية الأحرف بألوان مختلفة كالأحمر والبرتقالي والأخضر والأزرق، ويدور حول الشعار وميض حلقي كتلك الحلقات التي تدور حول كوكب المشتري. وفي أحيان كثيرة يتم اختصار الشُعار حيث تُحذف الكلمة الأولى باستثناء الحرف الأول، لتُصبح شعارًا لكلمة ستون (بالإنجليزية: Stoon) بدلًا من سبيستون.
مرّت ثلاثة شعارات تختلف في تصميمها وتتشابه في هيئتها الأساسية، حيث كان كُل شعار يُلازم كل حقبةً مُعينة من حقب سبيستون.
| الشعار | وصف | الفترة | الفترة   |
| الشعار | وصف | من     | إلى      |
| ------ | --- | ------ | -------- |
|        | أول شعار لسبيستون، وهو شعار الهوية الأولى والثانية.                                                               | 2000   | 2007     |
|        | ثاني شعارات سبيستون، غُيرت بعض ملامح الأحرف، كان يُستخدم أحيانًا رفقة الشعار الأول.                                  | 2007   | 2008     |
|        | ثالث الشعارات، استُخدم حتى الهوية الثالثة.                                                                         | 2008   | 2013     |
|        | الشعار الرابع، مُشابه إلى حدا ما مع الشعار الثاني، كانت ألوان هذا الشعار فريدة بالنسبة إلى بقية الشعارات.          | 2013   | 2015     |
|        | خامس الشعارات، بدأ إطلاقه عند عيد ميلاد سبيس تون الخامس عشر، وأضيف إليه إطار على الأحرف مع بعض التغييرات الطفيفة. | 2015   | حتى الآن |

### الكواكب

كوكب أكشن في العام 2005.

اهتمّت القناة وبشكلٍ مَلحوظ بعرض جميع الأنواع التي من المُحبب مُشاهدتها؛ ونتيجةً لذلك، فقد خَصَّصت عشرة كواكب لتُغطي برامجها (حاليًا تسعة كواكب)، أما الكواكب فهي؛ أكشن وهو الكوكب الذي يُغطي البرامج الحركيّة والتي تحتوي على مشاهد إثارة وعنف وقتال أو مطاردات أو ما شابه ذلك. والثاني هو كوميديا وهو الكوكب الذي يحوي على البرامج المُضحكة ذات الطابع الفكاهي. والثالث هو زمردة الذي يختص بعرض المسلسلات الخاصة بالفتيات، أما الكوكب الرابع مغامرات، والذي تتميز برامجه بأن نمطها مُتحرك غير ثابت بطابعٍ شيّق. ورياضة، الذي يختص ببرامج الرياضات والألعاب مثل كرة القدم أو كرة السلة أو ألعاب اليويو. وبون بون، الذي يُركز بشكلٍ أكبر على مُسلسلات الأطفال، وكوكب أبجد الذي يعرض البرامج التعليمية. وعلوم الذي يُركز على البرامج العلمية والتثقيفية، وأفلام، الذي يعرض فقط أفلام الرسوم المتحركة دون المسلسلات، وأما الكوكب الأخير فهو كوكب تاريخ الذي كان يركز على المسلسلات التاريخية من العصور القديمة، مع الذكر بأن الكوكب الأخير قد تمت إزالته حاليًا.
في بداية عرض الهوية الثالثة في 3 مارس 2013، تغيّرت هيئة الكواكب عن سابقها كما أُزيلت ثلاثة كواكب؛ وهي أفلام، علوم، وتاريخ. إلا أن كوكب علوم عاد إلى الواجهة في 1 سبتمبر 2013 وبعده بعامين عاد إلى الواجهة مرةً أخرى كوكب أفلام وتحديدًا في 1 سبتمبر 2015. انطلاقاً من 3 مارس 2013 أُزيلَ كوكب تاريخ مِن الواجهة، وانتقلت جَميع برامجه إلى كوكب مُغامرات، ومن أبرز تِلك البرامج أبناء الوطن وروبن هود وصقور الأرض الذي تغير اسمه إلى أسياد الشرق.
| صورة الكوكب | صورة الكوكب | الاسم   | وصف | الشعار                 | الأغنية | الفترة                                              | أمثلة                                           |
| ----------- | ----------- | ------- | --- | ---------------------- | --- | --------------------------------------------------- | ----------------------------------------------- |
|             |             | أبجد    | يختص الكوكب بالبرامج التربوية والتثقيفية التي تُساهم في نشأة الطفل وتعليمه.                                               | كوكب الأرقام والحروف   | حروفي وأرقامي، دفاتري وأقلامي رسومي وأنغامي، نتلهفُ للغدّ أبجد كوكبي أبجد من البداية من جدَّ وَجَد                                                                           | 27 مارس 2000 – حتى الآن                             | - باص المدرسة العجيب - بارني والأصدقاء - بوكويو |
|             |             | أفلام   | يختص الكوكب بعرض الأفلام دون المسلسلات أيًا كان توجه العمل.                                                               | كوكب من كل الألوان     | من كُل أرض، من كُل زمان من كُل لونٍ من أجمل الألوان أفلام، أفلام، أفلام تحكي عنّا عن الإنسان                                                                                | 27 مارس 2000 – 3 مارس 2013 1 سبتمبر 2015 – حتى الآن | - أنستازيا - مسرح الحياة - بائع الحليب          |
|             |             | أكشن    | يختص الكوكب بعرض المُسلسلات ذات السرعة الحركية ومسلسلات القتال والعُنف والغموض والمطاردات.                                 | كوكب الإثارة والغموض   | أكشن، كوكب التحدي والمخاطر نعمل فيه بضميرٍ ساهر نُقاتل أنصار الشر نتلاحق الأحداث في أكشن أسرار ألغاز معاني، حياتنا رهنُ الثواني نُدافع عن الأبرياء نُصرة الحق في كوكبي أكشن | 27 مارس 2000 – حتى الآن                             | - المحقق كونان - أبطال الديجيتال - هزيم الرعد   |
|             |             | بون بون | يختص الكوكب ببرامج الأطفال ما دون الست سنوات، ويغلب طابع المرح على برامج هذا الكوكب كما يخلو من أي مظاهر العنف.          | كوكب الأبطال الكبار    | مهما كانت أيدينا صغيرة أحلامُنا تُداعب النُجوم نتعلم دروسًا عظيمة، ذِكراها أبدًا تدوم بون بون كوكبنا، نتعلم أن نكبر بهدوء بون بون عالمنا، نكتشفُ ألوانًا بأنفسنا               | 27 مارس 2000 – حتى الآن                             | - دبدوب المحبوب - الدببة الطيبون - كايو         |
|             |             | تاريخ   | يختص الكوكب بالمسلسلات التاريخية وأحداث الحُقب السابقة وقصص الأقوام السابقين من العصور القديمة.                           | كوكب من قديم الزمان    | أصواتٌ جاءت تتلوها أصوات جاءت من كوكب تاريخ حملت للحاضر عِبرًا وحكايات حملت أحداثًا وتواريخ تاريخ، تاريخ، تاريخ، تاريخ مَن منا ينسى التاريخ                                 | 27 مارس 2000 – 3 مارس 2013                          | - صقور الأرض - أبناء الوطن - روبن هود           |
|             |             | رياضة   | يختص الكوكب بعرض الأعمال الرياضية مثل كرة القدم وكرة السلة والألعاب ذات التحدي مثل اليويو وسباق السيارات الصغيرة وغيرها. | كوكب التحدي والقوة     | أولي لي أولي لي كوكبُ السُرعة، لعبٌ نزال مرحٌ ومُتعة، لعب الأبطال أولي لي أولي لي                                                                                           | 27 مارس 2000 – حتى الآن                             | - كابتن ماجد - سلام دانك - الرمية الملتهبة      |
|             |             | زمردة   | يختص الكوكب بالمسلسلات المُوجهة للإناث أو تلك البرامج التي تكون فيها بطلة المُسلسل فتاة أو مجموعة من الفتيات.              | كوكب للبنات فقط        | زُمردة، كوكبُ الفتيات نعيشُ أحلامنا، ونعملُ باجتهاد نُجابه الظلام، بزهورِ السلام لجعلِ كلِّ بيتٍ، يحيا بالوِئام                                                                   | 27 مارس 2000 – حتى الآن                             | - حنين - دروب ريمي - ساندي بل                   |
|             |             | علوم    | يختص الكوكب بعرض المسلسلات العلمية وعرض تاريخ الاختراعات والإنجازات.                                                     | كوكب الاكتشاف والمعرفة | لا توجد أغنية | 27 مارس 2000 – 3 مارس 2013 1 سبتمبر 2013 – حتى الآن | - مدينة المعلومات - الفيكسز - المتحري وحيد      |
|             |             | كوميديا | يختص الكوكب بعرض الأعمال الفكاهية والمرحة والمُضحكة والتي يغلب عليها طابع المرح والبسمة.                                  | الكوكب الضاحك          | من مِنا لا يهوى أحلى الدعابات أو لا يُحب الحِيَلَ والمُطاردات أهلًا بالبسمة، أهلًا بالضحكة في كوميديا كوكب المرح، كوميديا كوكب المُفاجآت                                        | 27 مارس 2000 – حتى الآن                             | - القناع - فلينستون - الضاحكون - كلاسيك كوميدي  |
|             |             | مغامرات | يختص الكوكب بعرض المسلسلات التشويقية ذات الطابع الحركي المُتنوع والمُثير.                                                  | كوكب الخيال والتشويق   | جسارة وتحدي المُحال، إثارة والخيالِ مُغامرات، مُغامرات، مُغامرات كوكب المُغامرات                                                                                             | 27 مارس 2000 – حتى الآن                             | - السنافر - جزيرة الكنز - تومي وأوسكار          |

## الوسائط

### القنوات التابعة

إعلان توقف بث قناة سبيس تون الإنجليزية، التُقِطَت في ديسمبر 2010.

تَبثُ سبيستون أربع قنوات في الدوَّل العربية وهي قناة سبيس تون العربية وقناة سبيس تون الإنجليزية التي أغلقت في 1 يناير 2011 وقناة سبيس تون راديو وسبيس باور وقد توقف بثها في عام 2014، في 16 نوفمبر 2016، أُنشئت فقرة سبيس باور على شاشة سبيستون، وهي مُختصة في جميع برامج سبيس باور. أما خارج الدول العربية فتبث قناة لكل من الصين، كوريا، إندونيسيا، أستراليا، إيران (سبيس تون الفارسية)، وقريبًا ستبدأ بالبث في تركيا.

### الموقع الإلكتروني
موقع الأطفال الرائد الذي يُثري حَصيلة الطفل العلْمية والثقافيّة، ويُطوّر مهاراته الاجتماعية من خلال التواصل عن طريق البريد الإلكتروني ومنتديات الموقع. يشمل الموقع العديد من الأبواب التي يُنصح بالتّوّجه لها حيث أنها تتناسب مع جميع اهتمامات الأطفال على اختلافها وتنوّعها. يعتمد الموقع في أبوابه على كواكب سبيستون المعروفة (أبجد، أكشن، مغامرات، زمردة، رياضة، بون بون، كوميديا، تاريخ (سابقًا)، أفلام وعلوم). وقد تم تقسيم كل كوكب إلى الأبواب مُتعددة؛ أولها «الأخبار» والتي تَشمل مجموعة من الأخبار التي تتعلق بمجال الكواكب وأبطاله أو المنتجات الخاصة به. وثُمَّ «المقالات» وهي مجموعة مفيدة من المقالات المتجددة التي تتعلق بمجال الكواكب التي تثري لغة الطفل وثقافته، وهي مُتنوعة حسب الزمان والمكان. وكذلك «مركز الألعاب» والذي يضم مجموعة متجددة من الألعاب الترفيهية التي تتناسب مع مختلف أعمار الأطفال واهتماماتهم وقد تم تقسيم الألعاب بناء على كواكب سبيستون تصنيفاً لهم وحتى يَكون الوصول إلى اللعبة سهلاً على الطفل. ويَحمل الموقع مواداً تفاعلية تشمل مجموعة من القصص التفاعلية والألعاب التعليمية التي تُثري ثقافة الطفل علميًا ولغويًا واجتماعيًا.

### المجلات

إحدى منشورات مجلة سبيستون.

صَدَرت سبيس تون مجلات كثيرة ومنها مجلة سبيس تون، مجلة فتيات، مجلة همتارو، فلة، مجلة فيفي، مجلة دراغون بوستر ومجلة سبايدر مان. أما مجلة فلة فهي من أملاك شركة نيو بوي وليس لها علاقة بالمجلات الأخرى. والمجلات الأخرى غير الرئيسية لم يعد لها وجود فقد أصدرت عام 2006 وتوقف نشرها عام 2007.
تُعَدُ مجلة سبيستون هي المجلة الرئيسية للقناة، وقد أصدر المنشور الأول في العام 2002 عن طريق يونج فيوتشر للنشر بدايةً من كُل شَهر. تُوَّجَهْ المجلة إلى الأطفال من سِن السابعة وحتى السادسة عشر. وتعتمد على قصص الكرتون المُترجمة من شركة سبيس تون اليابانية، على الصفحة الثالثة من المجلة بيان بأسماء هيئة التحرير وفهرس مصغر بأهم محتويات العدد.

### البرامج المعروضة
على مدى ما يُقارب العشرون عامًا؛ عرضت سبيستون أكثر من 500 عَمل، ما بين مُسلسلٍ وفيلم ومُسلسلٍ قصير، ويتفاوت أعمالها ما بين برامج أنمي (رسوم متحركة يابانية) وما بين أعمالٍ عالمية شهيرة وأخرى عربية الإنتاج، رغم أن البرامج العربية كانت قليلة جدًا مُقارنة بأعمال الأنمي التي حازت على النصيب الأكبر من أعمال القناة.
عَرفت سبيستون تنوّعًا كبيرًا في الأعمال المعروضة، إن كان لثيماتها أو لفترات إنتاجها أو للفئات العمرية الملائمة. فيما كانت بعض هذه المسلسلات قد صدر في السبعينيات والثمانينات من القرن العشرين مثل جزيرة الكنز وعدنان ولينا وساندي بل، صدر بعضها الآخر في أوقات متقاربة لفترة العرض مثل أبطال الديجيتال والقناص. وكان الأمر نفسه بالنسبة للفئة العمريّة، فبينما كانت بعض هذه المسلسلات متاحة لجميع الأعمار، كان بعضها الآخر لا يصلح إلّا لمن هم فوق الثالثة عشرة لاحتوائها على مشاهد العنف والقتل بالدرجة الأولى.

### سبيستون غو

شعار سبيستون غو

سبيستون غو (بالإنجليزية: Spacetoon Go) هي خدمة ترفيهية مُوجّهة للمُتابعين العرب حوّل العالم تُتيح لهم مُشاهدة الأعمال الكرتونية المُفضلة من خلال تطبيق للمشاهدة حسب الطلب، تحت مظلة غلوبال نيو إيج ميديا التي تُعرف اختصاراً بـ GNAM. صدر هذا التطبيق في مُنتصف عام 2019، بوصفه واحدًا من التطبيقات الموجهة لمحبي الرسوم المُتحركة والأنمي، حيث يُتيح لهم مشاهدة أعمالهم الكرتونيّة المفضلة في أي وقت ومن أي مكان. يضم التطبيق مجموعة ضخمة من المسلسلات والأفلام الكرتونيّة القديمة والحديثة بدبلجة عربية احترافية تجعلها مناسبة لكل المشاهدين.
يُحاكي سبيستون غو التجارب العالمية، ويتميز عنها بكونه يناسب خصوصية المجتمع العربي ويُراعي قيّمه وعاداته وثقافته. ويُقدم التطبيق للمشاهد العربي تجربة ترفيهية جديدة تعتمد على خبرة أعوام طويلة لقناة سبيستون في البحث والاختيار الدقيق للأعمال الكرتونيّة المميزة. يخضع سبيستون غو لسلسة تحديثات مستمرة بهدف تقديم جرعة متواصلة من التسلية والترفيه، ويُوفر خاصية التحكم الكامل للأهل التي تُمكنهم من معرفة وتحديد عدد ساعات مشاهدة صغارهم للمحتوى الكرتوني.

## العروض

### الأغاني والشارات

تجمع هذه الصورة اثنان من أهم المغنين في سبيستون طوال أكثر من عشرين عامًا؛ طارق العربي طرقان إلى جانب رشا رزق، في عام 2010م.

إن ما يُميز القناة في كثير من الأحيان، هي الأغاني التصويرية والمُنفردة وشارات المُسلسلات والأفلام التي تُعرض على الشاشة والتي تُنْتَج غالبيتها عن طريق مركز الزهرة، حتى أصبحت تِلكُم الأغاني تُعرف إذا ما كانت تُعرض على القناة أم لا من الكلمات والألحان والأصوات، إذ اتخذت القناة مسلكًا واضحًا فيما يتعلق بجودة ونوعية هذه الشارات، يُعتبر المُلحن السوري الجزائري طارق العربي طرقان هو الرائد الأبرز في ألحان هذه الأغاني، فضلًا عن كونه مُغني ومؤلف، حيث تتسم ألحانه بطبيعتها الموسيقية المُعقدة، خِلافاً لما تعود عليه في مجال أغاني الأطفال، من ألحان يغلب عليها طابع الماجور المرح، حيث كانت -ولا زالت- جُل أغانيه بطبع الماينور أو السُلَّمْ الصغير الذي يعطي للحن عُمقًا وثراء كبيرين، ويُعتبر مؤسسًا لمدرسة موسيقية جديدة في مجال أغنية الطفل بالعالم العربي، مدرسة تعتمد على إعلاء المُستوى في الكلمات والألحان لرفع القيمة التحسيسية والموسيقية للأغنية في آنٍ واحد، وهي مدرسة أرساها عبر أغانيه وألحانه. لكن على صعيد الغناء، وإلى جانب طارق العربي طرقان، تجد الكثير من الأصوات البارزة والمُؤثرة في فضاء سبيستون، تُعد أشهر تلك الأصوات المُغنية السورية رشا رزق صاحبة الحنجرة المُتميزة والحضور الجماهيري الكبير والتي رافق صوتها مسامع كُل أجيال القناة حتى باتت تُعرف بكونها المُغنية الأولى للقناة، إذ قامت بغناء أكثر من مئة شارة وأغنية. وإلى جانب أسماء أخرى عديدة، منها المُغنية السورية هالة الصباغ التي عملت للمَركز والقناة مُنذ افتتاحها وبعُمر لم يتجاوز إثنا عشرَ عامًا، وظلَّ صوتهّا في حنايا سبيستون وحتى الآن. كما يبرز وبقوة، المُغني عاصم سكر، الذي هزّ بصوته كُل الأصداء في شارة هزيم الرعد وملحمته الصوتيّة التي قدمها من خلال دراغون بول، وسونيا بيطار، التي وحدت الأذواق وأبهرت المسامع، في شارة أبطال الديجيتال، وتحمل سبيستون في جُعبتها الكثير من الأصوات التي قدمت للقناة باقةً من الأغاني، وإن كانوا لم يُقَدموا بقدر ما قدَّم الخمسة سالفي الذكر من الأعمال، من هذه الأسماء؛ سمير قصيباتي، نور عربي، عنان الخياط، أبي سكر، شادي العلي، أنس درقاوي، محمد بسام الحسوني، لويس أبو عسلي، جان سمارة، محمد العربي طرقان، بسمة جبر وغيرهم.

لقطة من أغنية «لا تبكي يا صغيري»؛ الأغنية التي تُعَدُ من أكثر الأغاني المُحمّلةِ بالمشاعر في القناة.

لم تكتفي سبيستون بعرض الأغاني ذات الجودة العالية من ناحية الأصوات والألحان، بل سعت بانتقاء الجُمل والأبيات بأفضل المعاني والمفاهيم الدالة على السِمات الإيجابية والمُرهفة والتي تعكس نُبل الأخلاق ومحامِد الخِصال، وكان ذلك التركيز الأكبر في مُعظم الأغاني، فهي إذًا؛ لا تُعبر عن مُحتوى العمل فحسب، بل يُراد منها إيصال معانٍ ذات قيمة، وتدعو للتفكر الإيجابي، ويأتي المثال على ذلك في مقطع من شارة ماوكلي فتى الأدغال؛ الذي يقول فيه «ساعِد غيركَ لو تدري، ما معنى حُب الغير»، حيث تدل وتحث هذه الكلمات على مُساعدة الناس دون انتظار مُقابل، وتطهير القلب ومحبة الناس. وبالمثل يظهر معنى آخر في جُملة «نحنُ الخيرُ بطبعنا لا نرضى ظُلم الضعيف، لا يحيا بيننا إلا الإنسان الشريف» من شارة بابار الذي يؤكد على نبذ أسوأ ما قد يَتعرض لهُ الإنسان وهو الظلم، خاصةً إلى أولئك الذين لا يملكون القُدرة على الدفاع عن أنفسهم. وتأتي كمية من التفاؤل التي تَبثُ الروح والأمل لكُل من تغلغل اليأس في أعماقه من خلال عبارة؛ «وتُهدينا الحياة أضواءً في آخر النفق، تدعونا كي ننسى ألمًا عِشناه» من شارة عهد الأصدقاء. والتمسك بصفة الوفاء في شارة حكايات ما أحلاها؛ «الخير في الأرض سيبقى، مَحفوظًا للأوفياء»، وكذلك الحث على حُب الوطن في مقاطع عدّة، مِنها؛ «شرفُ الوطن أغلى مِنّا ومِن ما قد يجول بفكرنا في أي زمن» من صقور الأرض. ومع ذلك تُعتبر بعض الأيقونات هي الأشهر والأكثر إشراقًا في سماء سبيستون، إحدى هذه الأيقونات هي أيقونة «لا تبكي يا صغيري»، في الجُزء الثالث من مُسلسل أبطال الديجيتال، إذ أنَّ هذه المقطوعة تُعبر عن كميّة من المشاعر الجياشة التي ترى النور في النهاية. ومن الأيقونات الفريدة هي الأغنية التي ظهرت في فيلم أنستازيا بأداء مُبهر من المُغنية رشا رزق، وتقول الأغنية في مطلعها؛ «آهٍ لو في الأحلام، أُهدي لونًا ذهبي أهدي، لا أستثني صديق»، وبسبب قوة الكلمات واستفحال الأداء، لا تزال هذه الأغنية ثابتةً في الذاكرة لدى الأجيال رُغم مرور أكثر من عشرين عامًا على أدائها. لم تكتفي سبيستون مُمثلةً عن مركز الزهرة بالمعاني والكلمات والأصوات والألحان، بل كان هذا أيضًا مفتاحًا لتمرير رسائل مُوجّهَة ومقصودة، وقد لا تحمل تلك الرسائل المعنى المقصود بشكلٍ صريح، بيْدَ أنها قد تأتي على السياق بشكلٍ ضِمني ومُبطَّن، وأكثر مثال شائع هي الشارة الشهيرة لهزيم الرعد، حيث تقول في طياتها؛ «ما عاشَ الظالمُ يّسبيكِ وفينا نفسٌ بعد، بحنيني بدمي أفديكِ وروحي تَنبتُ مجد» حيث أراد كاتبها -طارق العربي طرقان- إيصال رسالة للمُتلقي مُغلفةً بقيّمٍ فُضلى وإنسانيّة تدعو إلى بّث الحماسة لِقاء تحقيق تِلك القيّم.

### الدبلجة

تملك الراحلة فدوى سليمان العَديد من الشخصيات التي قامت بأدائها أثناء مسيرتها في عالم الدوبلاج، كما تُعَدُ مِن أشهر الأصوات في مركز الزهرة وقَناة سبيستون، من أشهر أدوارها؛ «سمر» من أبطال الديجيتال و«ماري» من الحديقة السرية و«سابق» من سابق ولاحق.

يُشبّه طارق العربي طرقان علاقة القناة بمركز الزهرة المسؤول عن الدبلجة، بعلاقة الأم بابنتها، واصفًا قوة الترابط والشراكة بين المؤسستين، وأنهما وجهان لعُملةٍ واحدة لا تفترق، ومن هذا المُنطلق وبناءً على سياسة المركز المعروفة، فإن سبيستون تتّبع سياسةً صارمة تجاه دبلجة برامجها من ناحية اللُغة والنُطق الصحيح والمُحاولة قدرَ المُستطاع أن تكون حركات الشفاه مُناسبةً للصوت بالرغم من الإمكانيات المتواضعة حينها، ناهيك عن الدبلجة الاحترافية واللغة الغنيّة، كانت أغلب الأعمال التي دبلجها المركز غنيةً فكريًا بمًحتوى تربويّ بَحت يَهدفُ لإغناء خيال وفكر الطفل، بعكس ما يُشاهَد اليوم أحيانًا في برامج الأطفال الحديثة. وتحرص القناة أشد الحِرص على ضَبط الكلمات بالشكل الصحيح، وخلوّها من اللحن والقصور، حتى لا يكاد المُستمع يعرف جنسيَة المُؤدي، ومن أي البلاد ينتمي، ولذلك تستعين القناة مُمَثلةً بالمركز بخُبراء وأساتذة مُختصين في علم قواعد النحو، فمن أندر النوادر أن تَجد مادة تُعرض في سبيستون باللهجات العامية، أو يتخللها بعض الحركات القريبة من اللهجات العاميّة، وهو ما يؤكد سياسة القناة في تثبيت اللغة العربية كَلُغة أم لدى الوطن العربي. لم تكتفي سبيستون بهذه الأمور، بل استعانت بمُدبلجي على مُستوى عالٍ مِن الخبرة والموهبة في الأداء، فتجد أن أصوات مركز الزهرة وسبيستون أصبحت مَعروفة ومألوفة، وما إن تسمع إحدى هذه الأصوات، لتعرف فجأة أنها انبثقت من مركز الزهرة. على مدى تاريخ القناة، شارك الكثير من المُمثلين في دبلجة برامج القناة، كانت جُل هذه الأصوات من سوريا وآخرون من دول عربية أُخرى ظهرت أصواتهم في القناة من خِلال المركز، ومن الأصوات الرنّانة والمعروفة هو المؤدي الصوتي مروان فرحات الذي يمتاز بثخانة صوته، حيث أدى أدوارًا مًتعددة يُعدُ أشهرها شخصية المُحقق توغو موري في المحقق كونان، ويُعرف كذلك وعلى نطاق واسع المؤدي الصوتي الراحل زياد الرفاعي، صاحب الصوت السلس، ويحيى الكفري الذي تميّز بأداء شخصياتٍ يصعب أدائها في الواقع العملي، منها شخصية الجوكر وشخصية القناع، وصاحبة الصوت الرخيم آمال سعد الدين التي تتميز بصوت متعدد الطبقات، إذ أنها تملك موهبة تغيير الأصوات بحسب حالات الشخصية، وتُعد شخصية كونان إيدوجاوا أشهر أعمالها على الإطلاق، والراحلة فدوى سليمان التي امتازت بنعومة الصوت وأدائها للشخصيات الطيبة في المُسلسلات، ومأمون الرفاعي صاحب الصوت الهادئ الثخين، وفاطمة سعد والتي يُعتبر من أشهر أدوارها دور صفاء في لحن الحياة، وصوت آنجي اليوسف التي تُشتهر دائمًا بأصواتها الحيوية وأدائها للشخصيات ذات النشاط والمرح، والصوت الهادئ والحكيم محمد خير أبو حسون، والعديد من المُدبلجين الآخرين مثل بثينة شيا، سمر كوكش، هشام كفارنة، أيمن السالك، أمل حويجة، رأفت بازو، علي القاسم، مجد ظاظا، عادل أبو حسون، محمد خرماشو، آمنة عمر، وغيرهم. فإذًا، استطاعت سبيستون تشكيل صُورة نمطية راسخة في الأذهان عن هوية برامجها من خلال الأصوات التي ترن في مسامع الأجيال، والتي امتلكت عناصر الخبرة والموهبة والطبقات الصوتية المثالية والتركيب المُلائم على الشخصيات.

### الفواصل والفقرات

بعضٌ من الفَقرات المُتنوعة التي عُرضت طوال تاريخ سبيستون، أعلى اليمين وباتجاه عقارب الساعة؛ 1- الرابط العجيب 2- مغامرات دودي 3- شنغل ومنغل 4- مودا مودي

استطاعت قناة سبيستون من صُنع هويتها الخاصة من خلال الفواصل والفقرات الترفيهية التي تأتي ما بين أوقات عرض المُسلسلات والبرامج، تختلف هذه الفواصل في ماهيّتها وتتفق في أهدافها، إذ تنقسم تِلك الفواصل إلى فقراتٍ تعليمية في مُعظمها، وفقراتٍ دينيّة، وفقرات فُكاهية، وفقرات على شكل مقطوعاتٍ من الأغاني والأناشيد، وأخرى على شكل يومياتٍ قصيرة لبعض الشخصيات التي تميّزت بها سبيستون. تسعى هذه الفواصل إلى تقديم الفائدة بطريقة غير تقليدية وإثراء المُتلقي بما يُنمي من الثقافة والقُدرات. من الفواصل التعليمية التي اشتُهرت بها قناة سبيستون في جميع أوقاتها هي فقرة «لأخذ العلم» والتي بدأت هذه الفقرة مُنذ انطلاقة سبيستون ولا زالت تُعرض حتى اليوم، وتتمثل في إعطاء النصائح اليوميّة إلى المُشاهدين، وكذلك فقرة «الإعراب» وفقرة «المرفوعات من الأسماء» ومّثيلاتهما من الفقرات التي تحرص على تنمية الصغار والكبار من خلال شرح قواعد النحو واللغة العربية، وكذلك من خلال شرح قواعد اللغة الإنجليزية عبر فقرة «الحروف الإنجليزية»، وأما الفقرات الدينية، فتتمثل على سبيل المثال، بفقرة «مفكرة رمضان» التي تعرض القيّم والأفعال التي ينبغي على الإنسان فِعلها في شهر رمضان وفقرة «رسائل فانوس» الذي يظهر فانوس -وهو الشخصية المعنيّة في هذه الفقرة- وهو يفيد المُتابعين بنصائح دينية وتوعوية، أما على صعيد الفقرات الترفيهية، فقد عُرضت الكثير منها على سبيستون، لكن تُعتبر أشهر تلك الفقرات، هي فقرة «الرابط العجيب» التي تؤديها المُمثلة بثينة شيا مع أيمن السالك، ومن خلال هذه الفقرة، يُطرح فيها سؤال حول الرابط الذي يربط ما بين شيئان مُختلفان، ومن ثُمَّ يُجاب على هذا السؤال بشكلٍ مُفصَّل ومُتتالي، وأيضًا تظهر فقرة «الربابات» والتي تظهر صورة ربابة وهي تعزف وتُغني بشكلٍ فُكاهي. ومن ناحية مقطوعات الأغاني، فتُعد أشهر تلك المقطوعات، هي «الأشكال الهندسية»، إذ تُعرض الأغنية وهي تُثقف المُتابع عن الأماكن التي تتواجد بها الأشكال الهندسية مثل الدائرة والمُربع على شكل أُغنية مُلحنّة، لم تكتفي سبيستون بهذه الفقرات، بل صَنعت لها شخصياتٌ جانبية تُظهر يومياتها بشكلٍ سريع، فتظهر تلك الشخصيات إما وهي تُغني أو وهي تعيش مُغامراتها الكوميدية، من هذه الشخصية، الدُودة الخضراء «دودي» وهي تعيش المتاعب بعد كُل عرض، والدودة الأخرى «يرقانة» وهي تحاول أن تنجو من المصاعب التي تُواجهها، وكذلك فقرة «شنغل ومنغل» و«مودا ومودي» وغيرهم من الشخصيات الأخرى.

### الإعلانات

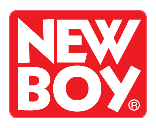
شعار شركة نيوبوي المالك الحصري لدُمية فلة.

لَم تكتفي سبيستون بتوثيق هويتها من خلال المواد المرئية والمسموعة على حدٍ سواء، إن كان ذلك في البرامج المعروضة أو الأغاني والأناشيد أو الفقرات المُتنوعة، بل وصل الأمر إلى أبعد من ذلك، حيث زاد حرصها على توثيق بصمتها الخاصة حتى في الإعلانات التجارية بما يتلائم مع رسالتها ونمطها المعروف، وسعت سبيستون ومُنذ انطلاقتها على تحديد نوعيّة الإعلانات في شاشتها، ومدى تناسبها مع الأفكار التي تطرحها، وقُبولها لدى المُشاهدين من كافة الأعمار، إذ تملك القناة مَجموعةً من المُتخصصين الذين يُراقبون كُل إعلاناتها، للتأكد من أن كُل الإعلانات والفواصل مُناسبة للأطفال والمُحتوى العُمري، وتَتوافق مع توجهات القناة ومُتطلبات الجمهور. وترفض سبيستون أي عرض إعلاني يقوم على هامش الخداع والاستغلال. ومن المواد التي تُعلَن دائمًا في القناة، المأكولات والمشروبات، المهرجانات، الأدوات القرطاسية، ألعاب السيارات الصغيرة، ألعاب الدُمى، وأنواع الألعاب الأخرى. كما وتقوم بصُنع هذه الإعلانات بطريقتها الخاصة، بما يُناسب محتوى عرضها، فتجد الكثير من الإعلانات بأصوات من مركز الزهرة. تُعتبر شركة نيوبوي من أكثر الشركات ظهورًا في الإعلانات على شاشة سبيستون طوال تاريخها، وهي المالكة الحصرية لدُمية فلة، التي تظهر أغانيها بشكلٍ دائم وهي من أشهر الدُمى في الوطن العربي، ومؤخرًا برزت وبشكلٍ ملحوظ دُمية حياتي غيرل، وعلى نفس النسق التي سارت على فُلة من قبلها، كانت تُعرض دائمًا على شكل مواد غنائية للدُمية. واجهت سبيستون انتقادات فيما يتعلق بانتهاك القواعد المُتعارف عليها أخلاقيًا فيما يخُص الإعلانات التجارية، ورُغم ذلك ما تزال سبيستون تؤكد على نهجها القائم في الإعلانات بعدم مُخالفتها لأي قواعد مُتعارف عليها، حيث تؤكد على المبادئ بشكلٍ دائم وذلك يظهر في رفضها للكثير من العروض الضخمة التي تتنافى مع سياستها وتوجهاتها نحو المُشاهدين بشكلٍ عام والأطفال بشكلٍ خاص.

### الأناشيد
| يَجيءُ مُحَمَّلاً نُبْلا .. ويُبهِجُ وَقتُما هَلَّا ويَنثرُ عِطرهُ فُلَّا .. ومِسكًا حَيثما حَلَ أتى رَمضان بالبُشْرى .. يُوزّعُ خَيره شَهرا أتى وهِلالهُ طِفلٌ .. جَميلٌ يَنشرُ البِشْرَا |
| —مقطع من "أهلًا رمضان 2016" |

لم تخلو شاشة سبيستون بين الفينة والأُخرى من مَظاهر الثقافة الدينية الإسلامية التي مِن شأنها أن تَزيد من الأجواء الروحانيّة لدى المُتلقين وتُنبت فيهم ركائز الوحدة الدينية. إلى جانب الفقرات الدينية التعليمية والمُسلسلات الإسلاميّة اليسيرة، تُعد أبرز هذه المظاهر هي الأناشيد الجَمّة التي تلألأت في سماء القناة، كثيرًا ما تَختص هذه الأناشيد في إبراز أركان ورموز وشعائر دين الإسلام والمُناسبات الإسلامية السنويّة. تُعتبر المُنشدة عنان الخياط - إلى جانب طارق العربي طرقان - هي الرائدة والأكثر أعمالاً في مجال الأناشيد الإسلامية في قناة سبيستون على الرغم من قِصَر مسيرتها الفنية كَكُل مًقارنةً بعُمر القناة. إن أبرز الأناشيد التي لازمت شاشة القناة طوال الأعوام السابقة نشيدة «يا طيبة» التي تُشيد بالمدينة المنورة أول عاصمة لدى الإسلام وثاني الأماكن المُقدسة لدى المُسلمين وهي النشيدة الأكثر شُهرة لِما كان لها من امتزاج جَلي في ترنّم الأصوات ورونق المعاني. تأتي نشيدة «نُورٌ في الأجواء تألق» في مصاف الأناشيد الباقية في ذاكرة الأجيال، حيث تُبدي مدى شوق الحاج لأداء المناسك. وتظهر أيضًا نشيدة «أهلًا يا رمضان» ونشيدة «أطلَ الفجر بالبشر» وغيرها من الأناشيد والإيقاعات التي تَحتفي بشهر رمضان شهرُ الإسلام والمُسلمين. وتلك الأناشيد التي تحمل بين كلماتها الإطراء والثناء على نبي الإسلام محمد، مثل نشيدة «أعظم إنسان» من أداء هالة الصباغ و«أحمد يا حبيبي.. سلام عليك» من أداء طارق العربي طرقان وغيرها العديد من الأناشيد المُماثلة. يأتي هذا الرَكَم من الأناشيد ليُوافق نهج سبيستون المُوافق بين مُعاصرة العالم الحديث مع ثبات القيّم الإسلامية ووحدة الصف العَربي وإغناء النشأة التعليمية.

## اللزمات

### سنعود بعد قليل .. عُدنا
انطلاقًا من نشأة القناة، انفردت سبيستون بلزماتٍ شهيرة تتناقل دائمًا بين الألسنة في مُختلف الأقطار، ولعلَّ أبرز هذه اللزمات، هي جُملة «سنعود بعد قليل» ونظيرتها «عُدنا» اللتان تأتيان قبلَ وبعد الفواصل التجارية والإعلانيّة أثناء عرض المُسلسلات والبرامج، قد لا يزيد على مشاعر الخيبة عند المُشاهد من سماع جُملة «سنعود بعد قليل» سوى مشاعر البهجة عند عودة المُسلسلات عبر كلمةٍ واحدة؛ «عُدنا»، وهي ذات المَشاعر التي تأصّلَت في نفوس أجيال القناة عَبْرَ كًل الحِقَب. مُنذ انطلاقة القناة، كانَت هذه الجُمَلْ يتم سماعها مرتيّن على الأكثر في المُسلسلات، ومرّة على الأكثر في المُسلسلات القصيرة، ومرتين على الأقل في الأفلام. في بدايتها، كانت تُعرض جملة سنعود بعد قليل بصوتٍ واحد ثابت وهو صوت المُمثل موفق الأحمد، حيث تُغلق بوابة آلية بعد سماعها، تَختلف هذه البوابة من حيثُ الشكل والتصميم بحسب كوكب البرنامج المعروض، حيث لُكل كوكب بوابةً خاصةً به تتميز بأشياء تَرمُز إلى الكوكب نفسه، فعلى سبيل المثال؛ تجد في بوابة كوكب رياضة عددًا من المُعدات الرياضية مِثل عصا البيسبول ورقعة الشطرنج وكرات القدم وغيرها من المُعدات، وفي كوكب كوميديا، تَجد التعابير المُضحكة والرسومات العشوائية الفكاهية، وفي كوكب أكشن، تجد الأصفاد الحديدية والمُسننات والتروس حيث تدل على العنف والمُطاردات التي هي دَيّدَن الكوكب. وفي كوكب علوم، تظهر أدوات المُختبر والموصلات الكهربائية وغيرها، وتُفتح ذات البوابات بعد نهاية الإعلانات لتظهر كلمة عُدنا حيث تعود البرامج إلى العرض. انطلاقًا من 2013 - عند بداية الهويّة الثالثة - تغيّر الأسلوب التي تظهر بها الجُملتين، فبدلًا من فتح وغلق البوابات، أصبحت تظهر بأشكال ومواضع مُختلفة، حيث في كوكب بون بون تظهر الجُملة كأنها كعكةٌ مُصنعة، وتظهر في كوكب أكشن على شاشة عرض إحدى الآلات، وعلى كوكب مغامرات تجدها على جدار مبنى صخري في جزيرة، وعلى كوكب أبجد تظهر الجُملة فوق مُكعبات من الليغو، وهَلُّمَ جَرّا. وأما من ناحية الأصوات، فقد استُبدَل صوت موفق الأحمد الذي ظَلَّ صوته في القناة لأكثر من عقدٍ من الزمان إلى أصوات مُمثلين آخرين، منهم رأفت بازو ومحمد العربي طرقان وآخرين.

### من يعرف كيف يكون

الدُمية هيا الشخصية التي اشتُهرت كأيقونة للغناء في قناة سبيستون.

«من يعرف كيف يكون، محبوبًا بين الناس، يسعى ويُحاول نَشر السعادة، من يحلم بالوصول لقلوب جميع الناس، هو من يُعطي الطفل الإفادة...» بهذه الكلمات التي غنتها المُغنية رشا رزق في مطلع الألفية الثالثة مُتقمصةً دور الدُمية هيا، احتلت هذه الأغنية قائمة رُتب الأغاني في القناة، فأصبحت الأيقونة الرسمية للمحطة، والواجهة المُحببة للقناة، إذ استطاعت القناة، ومن خلال هذه الأغنية، تعريف الدور الرائد لها مُنذ انطلاقها، حيثُ تردف بعد المطلع السابق قائلةً؛ «تخيل أن الكون لا طعم له أو لون، أو أن التلفزيون من غير سبيستون»، لتُجيب عن نفسها بنفسها وتقول؛ «هذا مُحال، صديقي تعال، لنُشاهد أفلامًا وبرامج للأطفال، تعال، صديقي تعال، لحظاتٌ لا تُنسى مع كُل الأبطال، لا تنسى أن تبقى، مع سبيستون» لتُعطي لمحة عن العلاقة المُتبادلة والتي يسودها الود والحُب المُتبادل ما بين سبيستون وما بين المُشاهد والأثر الذي تهدف إليه القناة لوصوله، وهو أن تكون سبيستون جُزءً لا يتجزأ من حياة الأطفال ومن ذاكرة أجيال المُستقبل. الدمية هيا، هي شخصية اسمها الحقيقي نورما وهي تلعب الشخصية الرئيسية من سلسلة أفلام أمريكية غنائية واقعية للدُمى أنتجت عام 1996، وهو مشروع من إنتاج مجموعة بيرتيلسمان الموسيقية، ورُغم أن سبيستون عرضت أكثر من عشرة أغاني للدُمية هيا، منها «دُنيا الصديقات» و«أصحابي مسرورون» و«ماذا أهديكِ؟» وغيرها، إلا أنه لم تَطل ذائقة المُشاهدين بقدر ما طالته أغنية «من يعرف كيف يكون؟»، إذ تُعتبر من أنجح العروض الغنائية في قناة سبيستون خاصةً وفي قنوات الأطفال بشكلٍ عام، حيث اكتُسِبَت إعجاباً لافتًا ونجاحًا مُنقطع النظير، وهي الأغنية الأكثر عرضًا على شاشة سبيستون مُنذ انطلاقها وحتى الآن، لتعكس هذه الفقرات الغنائية مدى نجاحها ووصولها إلى قلوب الصغار والكبار على حدٍ سواء.

### قناة شباب المستقبل

الشعار المُصمّم من قِبل القناة بمُناسبة الذِكرى العشرين لإنطلاق سبيستون.

«قّناةُ شَبابِ المُسْتَقبَل» هي الشعارُ الرسمي للقناة التي ظلَّت مُلازمةً لإسمها على مدى أكثر من عشرين عامًا، وهي من أشهر اللزمات والشعارات في القناة. قد لا تكون هذه العبارة مجرد جُملة عادية يتم تداولها في الأسماع فيما يتعلق بمضمونها ومعناها، ولكنها تَحمل ولو ضِمنيًا معاني وفيرة، تظهر هذه الجُملة على مدى سنواتٍ طويلة بصوت موفق الأحمد وكأنه ينوب عن القناة في إيصال الرسالة إلى المُشاهدين، ومن خِلال هذه العبارة يُوضح أن الهدف الأسمى لهذه المحطة هي إرساء دعائم النشأة الصحيحة للطِفل، وأن تضع سبيستون في اعتبارها تخليد اسمها في ذاكرة أجيال المُستقبل، وهو ما سعَتْ إليهِ مُنذ انطلاقتها، ولعلّ سبيستون قد أدركت هدفها المَنشود والغاية المُبتغاة، وذلك في صورٍ عديدة من الواقع الحالي، إما على صعيد الآراء المُجتمعية أو تفاعلات الجماهير من الأجيال السابقة، ودليل ذلك الحفلات التي تُقام من حينٍ إلى آخر من قِبل الشخصيات الغنائية للقناة، فتجد الحضور الجماهيري والشعبية الكُبرى لهذه الحفلات، خاصةً تلك الحفلات التي يكون أبطالها الأعمدة الغنائية للقناة، مثل حفلات المُلحن طارق العربي طرقان والمُغنية رشا رزق، وهو ما يؤكد على أن القناة قد حققت الهدف المُراد، ويُمكن أن تؤكد المُشاركات في وسائل التواصل الاجتماعي ورسائل الشُكر المُستمرة على مدى النتيجة المُثمرة التي حققتها القناة بعد سنواتٍ طويلة، فضلًا عن الفارق الكبير في الشعبية على مستوى الوطن العربي بينها وبين العديد من القنوات الأخرى على صعيد الأجيال الأولى من وقت ظهور القناة على الأقل.

## التأثير

أبطال مُسلسل أنا وأخي؛ المُسلسل الذي يُعتبر من أكثر البرامج تأثيرًا في القناة.

ترَكت قناة سبيستون أثرًا بالغًا في قلوب ونفوس أطفال جيل الحِقبة الذهبية للقناة، وتحديدًا في ما يُسمى بـ «عصر سبيستون الذهبي» وهو المصطلح العُرفي الشائع الذي يتداوله جيل التسعينات (الذي يُطلق عليهم أيضًا «جيل سبيستون الذهبي») ككناية عن الفترة المُميزة للقناة ما بين عام 2000 وحتى عام 2005، والتي كانت نقطة الانفجار الهائلة في شُهرة القناة وشعبيتها، حيث تركَ الطابع الخاص والأسلوب الفريد للقناة إما على مُستوى المُسلسلات المُدبلجة أو على مُستوى الفقرات أو على مُستوى الأصوات الرنانة العالقة في الأذهان الأثر البالغ والعميق في قلوب ونفوس أطفال جيل الحِقبة الذهبية للقناة، وقد أثرت وبشكلٍ واضح في جيلٍ كامل من الأطفال في العالم العربي، الذين تشاركوا معًا لحظات الفرح والحُزن في حبكات قصص ومُسلسلات القناة؛ كلحظة الحُزن على وفاة أم سامي ووسيم في أنا وأخي، والفرح بلقاء ريمي بعائلتها، والخوف على كونان في صراعه مع المنظمة السوداء، وصولًا إلى الهتاف والتصفيق مع أهداف الكابتن ماجد وانتصارات سابق ولاحق في حلبات سباق السيارات.
فعلى أرض الواقع، يظهر هذا التأثير الكبير للقناة بأوجهٍ مُتعّددة، إن كان في حفلات المغنيّة السورية رشا رزق ذات التجربة الموسيقية الغنيّة والواسعة والتي ما زال الجمهور يطلب منها حتّى اليوم أداء شارات المسلسلات، أو في الفِرق الموسيقية المختلفة التي تؤدّي أغاني القناة. حيث أن الأسلوب الفريد والمدروس والمُمنهَج للقناة هو ما جعلها تنفرد بكونها القناة الأكثر تأثيرًا على مستوى قنوات الأطفال في الشرق الأوسط وشمال أفريقيا
إن الأثر الذي تركته قناة سبيستون على جيل التسعينيات قد لا يكون هو نفسه على الأجيال الحالية، خاصةً مع الصعوبات التي عانت منها القناة مع تدهور الأوضاع في سوريا في بداية العقد الثاني ومع ظهور العديد من القنوات المُخصّصة للأطفال بتوجّهاتها المتعدّدة، وكذلك انخراط الأجيال الحالية في عالم شبكة الإنترنت ووسائل التواصل ما أدى إلى اندماج الطفل مع الثقافة الغربية التي لا تتوائم مع محتوى القناة، ومع تغير نهج القناة في السنوات الأخيرة، الأمر الذي ساهم بشكلٍ كبير في تقليل شعبية القناة جماهيريًا، إلا أن أثر سبيستون بقي ممتدًا لدى كثير من الشباب الذين نشأوا عليها، لتُعطي القناة لمحة عن مدى الأثر الذي يمكن لقنوات الأطفال أن تغرسهُ في عقول جيل كامل من الأطفال.

## النهج
كان النَهج الذي سلكتهُ قناة سبيستون واضحًا مُنذ انطلاقها، يتمحوّر النهج في المُحافظة على القيّم والأخلاق والحرص على رُقي الثقافة والتربية لأبناء الجيل، كما يحرص أشد الحرص مُتعاونًا بذلك مع مركز الزهرة على نشأة التعليم؛ سواءً على صعيد اللُّغة والأرقام، أو على صعيد المجال العِلمي بكافة فروعه، أو على صعيد الثقافة والدّين، إن كان ذلك في مضمون برامجها أو على مُستوى الأناشيد والأغاني المُقَدَّمة من القناة، أو على مُستوى الفواصل والعروض.

### المفاهيم النبيلة

فقرة لأخذ العلم ضمن فقرات كوكب أبجد، وتظهر في الصورة إحدى النصائح التي قام بإلقائها مروان فرحات والتي تُزهر في نفس الطفل حب المعلم واحترامه.

شدَّدَت سبيستون على غرس القيَم والمفاهيم النبيلة والمبادئ والمُمارسات الأخلاقية في نفوس وقلوب أطفال الجيل، والصفات الحسنة والأطباع الخيّرة، من ذلك، صفة التعاون؛ إذ يظهر في العديد من المُسلسلات لحظة تعاون أبطالها لتحقيق هَدفٍ مُعيّن، وما يُلازمها من صفات حُب الغير وهو ما يؤكد ويدل على الإيثار، والتضحية، وروح المَحبة، والإخاء. وكذلك حثّت القناة على صفات نبيلة كثيرة، منها احترام الكبير، وطاعة الوالدين، وحُب المُعلم، والاعتذار عند الخطأ، والتواضع، وعطف الصغير، ورحمة الضعيف، والإحسان إلى الحيوانات، ما بدا ذلك جلياً في عروضٍ كثيرة اختصت بها القناة، كذلك حتى في مُسلسلات كثيرة. لكن من أكثر المفاهيم والصفات التي جاءت على رأس قيّم التحلي الأخلاقية هي الشجاعة وُفق بحوثات أُجريت في يناير عام 2004، كما جاءت صفة التعاون في المرتبة الأولى من ناحية قيّم التحلي الاجتماعية.، لا يقتصر الأمر على التشجيع بالتحلي بالصفات الإيجابيّة فحسب؛ بل حرصت القناة على صد صفات الشر والمفاهيم السيئة ومُحاولة تجنبها، كقسوة القلب والاستهزاء والسُخرية وضرب الآخرين وغيرها، مُوضحةً للطفل والمُستمع بخطورة هذه الصفات على المُجتمع. علاوةً على ذلك لم يَغب عن سبيستون بعض الأمور الثانوية التي تُهذب من سلوك الطفل وتعمل على تحسين حياته وتقوية صحته وسلامة عقله كالمُحافظة على الرياضة والتمارين الصباحية، وتعليم الأطفال الالتزام بالوقت والنوم الجيّد والملاحظات الطبيّة كتناول الطعام الصحي والابتعاد عن كل ذي ضَرَر ومؤذٍ للصحة الجسديّة والنفسيّة. كما تميل سبيستون إلى ثِيمات تعالج المفاهيم والثنائيات الكبرى كالخير والشر والظلم والعدالة والسجن والحريّة. تعجّ المسلسلات المعروضة على سبيستون بأحداث ضخمة ومعقدة تجلب معها مشاعر إنسانية مكثّفة ومعقدة، كفقدان الأم واليُتم أو مآسي الحروب والفقر أو حتّى التشرد. وبقدر ما تبدو هذه المفاهيم ضخمة على الأطفال لكنّها في الوقت نفسه تُظهر لهم جانبًا آخر عمّا سيلقونه وسيختبرونه في الحياة.

### الوحدة العربية
| عيناها بُنٌّ يَمني والشعر ليالٍ نجديّة.. تمشي كغزالٍ ليبي والخد ورود شاميّة.. من تونس حِكْتُ لها ثوبًا وخُيوط الثوب عراقيةّ.. والشَال من الدار البيضاء والهَيئةُ تبدو خليجية.. |
| —مقطع من أُغنية "فلة - الوطن العربي" |

ترافقت ميول القناة المحافظة مع خطاب قومي عربي يعتبر سكان الدول العربية شعبًا واحدًا تَجمعهم اللغة والثقافة والتاريخ إلى جانب الإسلام كمرجعية حضارية. يظهر ذلك في مُسلسلات مختلفة من أبرزها النمر المقنع حيث يظهر الصحفي تامر المُقنع بمظهر البطل العربي الذي يريد الدفاع عن عروبة حلبة المصارعة وحزام بطولتها، وهو مسار لا وجود له في القصة الأصلية.
لكن يظلّ هذا الخطاب بارزًا بشكل أوضح في أغاني القناة وفواصلها مثل «الوطن العربي» حيث تتضمن كلماتها عبارات تُوّحد الصف العربي أو في أغنية «وطني العربي وطن الحب» حيث يتم سماع هالة الصباغ تغنّي: «وطني مهدي وله مجدي من أرضي سطع الإسلام وزهت بسناه الأيام»، وكذلك في الفقرات المُتنوعة مثل فقرة الدول العربية، التي يتم فيها في كُل مرة اختيار دولةً عربيّة وعرض معلومات خاصة لهذه الدولة. نَاهيك عن المهرجانات المُتنوعة التي تُعرضُ من حينٍ إلى آخر في مُعظم الدُول العربية ويكون أبطالها عدد من الأصوات الغنائية المعروفة في القناة، بدورها لم تَغِبْ الأناشيد الدينية عن سبيستون التُراثية مِنها والحديثة على حدٍ سواء مثل «يا طيبة» و«قمر سيدنا النبي».

### لغة الضاد

تُعتبر فقرة «المرفوعات من الأسماء» من أشهر الفَقرات التي تُثري الحصيلة اللُغوية والنحوية في سبيستون، عُرِضَت في السنوات الأولى من تاريخ القناة ولا زالت تُعرَض حتى اليوم، وهي من أداءٍ مُشترك بين طارق العربي طرقان وسونيا بيطار.

من أكثر الأمور مَلحوظيةً في القناة هي حرص طاقم العمل على الثبات اللُغوي والنُطق السليم للغة العربية من دبلجةٍ وكتابات وأعمال وحتى على مُستوى الإعلانات، إذ يُحاكم مركز الزُّهرة المسؤول عن أعمال الدبلجة النص الأصلي وُفقَ نظرةٍ عربية وثقافة عربية إسلامية، فليست الغاية أن ينقل عملًا، بل أن يُوصل رسالة.
في سبيستون وعلى عكس أغلب القنوات الأُخرى؛ لا يَكاد المُستمع يستبين لهجة المُؤدي، ومن أي قُطْرٍ عربي هو، وذلك بسبب جَودته وإتقانه للغة العربية الفُصحى. وكذلك، فالأعمال التي تنتجها مركز الزهرة تخضع للتدقيق اللغوي من مختصين في اللغة العربية، فنجدها في عمومها بعيدة عن اللحن والقصور في مخارج الحروف والتركيب اللغوي للجملة، أو تدشين بعض جُمَلِها مع اللهجات العاميّة.
يُلاحَظْ أيضًا أن قناة سبيستون تكتفي بكتابة العاملين على النسخة المُدبلجة وباللغة العربية، بينما تلتزم قنوات أُخرى بذكر فريق العمل الأصلي باللغة الإنجليزية، وربما تهمل ذكر المُدبلجين أو تذكرهم في إطار سريع لا يكاد يُقرَأ، وباللغة الإنجليزية كذلك.
لا يقتصر حِرص القناة باللغة العربية على البرامج والأصوات فقط؛ بل زاد ذلك بتخصيصها فقراتٍ كاملة وُضِعَت لتعليم وضبط قواعد وأحكام اللُغة العربية على هيئة أغاني وإيقاعات وفواصل، كما الفقرة التي تشرح حُروف النصب والجر والجزم، أو تلك الفقرة التي تذكر المرفوعات من الأسماء على هيئة أغنية مُلحنةٍ وموزونة. وأيضًا لم تَهضم سبيستون حق الحُروف الأبجدية، فعرضت العديد من الأغاني التي تختص بالحُروف، تُعَدُ أشهرها أغنية الحُروف العربية التي يتم فيها غناء ثمانيةٍ وعشرينَ حرفًا بإيقاعٍ مُتَتالي وتُخْتّتَم فيها الأغنية بعبارة؛ «أحرفُ لُغتي في أُغنيتي من الألفِ إلى الياء».

### القيم الدينية والأخلاقية

إخفاء علامة الصليب من مركز الزهرة في مسلسل البؤساء.

اتّبعت القناة توجّهًا مُحافظًا فيما يتعلّق بما يصح وما لا يصحّ عرضه، مَنبع ذلك رغبتها بالوصول إلى الفئات الاجتماعية في العالم العربي كافة من أكثرها التزامًا إلى أكثرها تحرّرًا، علاوةً على الحِفاظ على القيّم الدينية والأخلاقية لدى أجيال الوطن العربي، يَطال الحذف والقولبة أيّ شيء يمكن اعتباره متناقضًا مع تعاليم الدين الإسلامي، من الكحول إلى الفساتين القصيرة التي تصير طويلة في المونتاج، مروراً بالعلاقات العاطفيّة، وصولًا إلى الأشباح والآلهة القادمة من الأساطير والميثولوجيا اليابانية والرموز الدينيّة المُقدسة التي تُعارض قيم وتعاليم الدين الإسلامي.
على سبيل المثال، يُصوّر أنمي المحقق كونان الكثير من الجرائم بتفاصيلها الدقيقة، بدءً من القتل بالرصاص وصولاً إلى قطع الرأس أو إغراق الضحية بعد تكبيلها في حوض الحمام. فيما يظهر توغو موري معظم الوقت مخمورًا، وهي المزايا الشخصيّة الموجودة أيضًا عند المدرب هينكل في الرمية الملتهبة. أما في مسلسلات أخرى مثل القناص وهزيم الرعد وصقور الأرض تُشكّل مشاهد المعارك والقتال بما تحويه من عنف ودماء جزءً رئيسيًا من العمل.
لجأ مركز الزُّهرة إلى الرقابة على هذه الأعمال المعروضة على قناة سبيستون، فحذف المشاهد شديدة العنف أو تلك التي تحتوي على تحرّش جنسي أو اغتصاب، وحوّل الكحول إلى عصائر، والعلاقات العاطفية إلى علاقات أخويّة. لتثير تلك التعديلات جدلًا حول جدواها ومغزاها ما بين مؤيدٍ ومُعارض، كان في البداية يقوم بحذف المشاهد أو تكرارها بغرض حذف المَشهد المُسيء للقيم الدينيّة، ولكن فيما بعد انتهج المركز طريقةً جديدة يقوم بإخفاء الغرض المُراد إزالته دون تقطيع أي مشهد وهي طريقة المعالجة الإلكترونية.

## السياسات الحديثة
على مدار السنين الأولى، لطالما عُرفت سبيستون بسياساتها التي لم يسبق لأحدِ من القنوات أن سارت عليها، حيث ومن خلالها استطاعت المحطة وبدعمٍ من مركز الزهرة الذي كان بمثابة الجُندي المجهول أن تكسب قلوب ذلك الجيل من الأطفال والمُراهقين، هذا التأثير ظَلَّ ملازمًا لذلك الجيل على الرغم من مرور أكثر من عقدين من الزمن، ولكن مُنذ أواسط العقد الثاني من الألفية الثالثة، أحدثت القناة العديد من التغيرات في سياساتها المعروفة وذلك لأسباب قد يبدو بعضها معروفًا للمتابعين، وقد يبدو بعضه الآخر مجهولًا، إحدى هذه الأسباب المعروفة، هو رحيل العديد من الأوجه التي ساهمت بتأسيس القناة، من المُمثلين والمُشرفين والإداريين، والذين وضعوا حجر الأساس لثقافة القناة. بسبب هذه التغيرات، قلَّت شعبية القناة بدرجة كبيرة مقارنًة في بدايات مشوارها.

### نوعية البرامج
|                                                                                    |  |  |
| يمينًا؛ البرامج المعروضة في السنوات الأولى من تأسيس القناة، يسارًا؛ البرامج الحديثة. |  |  |

من أكثر المُسببات التي ساهمت بخفض شعبية القناة في العقد الثاني هي النقلة النوعية والثقافية بالنسبة للبرامج المعروضة على الشاشة، في السابق، كانت جُلّ البرامج المعروضة من نصيب الأنمي الياباني، والتي كانت توجهاتها وحبكاتها متشابهة على الرُغم من اختلاف العمل، كما كانت تتشابه في طريقة رسمها وتلوينها وحركاتها، حيث اعتمدت على الرسم الواقعي في بيئة هذه الأعمال، فيما كانت للبرامج العربية والغربية نصيبٌ أقل، أما في العقد الثاني، ازدادت الأعمال الأجنبية حتى طغت على نظيرتها اليابانية، مما ساهم في دخول ثقافة الرسوم المُتحركة الغربية التي تعتمد على عشوائية التفاصيل في كثير من أعمالها، كما ازدادت الأعمال العربية أيضًا، والتي كانت غالبيتها تُعرض لأسباب تجارية، كما تغلغلت اللهجات العامية بشكلٍ مٌفاجئ في تِلكُم البرامج، وهو أمرٌ لم تكن باستطاعة القناة أن تحصد معه انفجار في شعبيتها إبان السنوات الأولى من الألفية. لم ينحصر هذا الأمر على طريقة العرض فقط، فالأمر سيان فيما يخص محتوى تلك الأعمال، كانت سبيستون في أوانها السابق تحرص بشكلٍ واضح على المحتوى بحيث كان بمقدور المُتابع أن يستلهم القيم الفُضلى من ثنايا محتواها، أما الأعمال بشكلها الحالي، قد ارتكزت على الأمور الحركية بشكلٍ كبير، والتي ما أن تلبث بأن تكون خالية من الأهداف والأفكار الواضحة. وهذا إن دل، فإنما يدل على محاولةٍ جليّة من القناة بمواكبة الميول السائد لدى جيل الأطفال الحالي المُحب لتلك النوعية من البرامج ذات الثقافات الغربية، مُتخليةً بذلك عن ثقافتها الأولى التي بنت على أساسها حُب الجمهور لها في تلك الأوقات. هذه الأمور ساهمت بتدني شعبية سبيستون على مدى السنوات الأخيرة، بعكس سنينها الأولى.

### اللهجات العامية

«مندوس» أول عمل يُعرض على سبيستون باللهجة العامية، بعد أكثر من عقد ونصف من ولادة القناة.

بإلقاء نظرة إلى تاريخ القناة، يُلاحَظ أن اللغة العربيّة هي السِمة الجوهرية التي تُنير طريق الشُهرة الشعبوية للمحطة، حيث توحيد اللغة يؤدي إلى توحيد الثقافة، وبالتالي إلى توحيد المُجتمع، وهذا ما كان بارزًا في محتوى سبيستون طِوال السنوات الأولى، وبما أن اللغة الأسيرة هي التي تخضع للغة النص الأصلي، ولا يمكنها الخروج عنه أو تحويره بما يتناسب مع البيئة، فقد خصَصّت القناة مختصين للغة لإظهارها بالشكل الأكمل، فلا تجد أخطاءً في النصوص ولا في الحوارات، وقلَّمَا تَجد انحرافات في مخارج التهجئة، لا يقتصر الأمر على الحوارات، بل يخرج إلى التتر وشارات الأغاني. صحيح أن الشارات عادة مرهونة بموسيقى العمل الأصلي، رغم ذلك، فإن مركز الزهرة يحاول إيجاد كلمات سليمة يركبها في تراكيب واضحة تتناسب مع الإيقاع، مثل أغنية «لا تبك يا صغيري». ولا يعني خضوعه للموسيقى خضوعه للكلمات؛ أي أنها لا تُخضِع التتر للترجمة، فهو، أي المركز، إن لم يُحرر الأغنية من موسيقاها ولحنها، فإنه يُحرر لغة الأغنية، مثل أغنية «القناص»، إذ اتفقت هنا الموسيقى واللحن مع الأغنية الأصلية، واختلفت الكلمات تمامًا. إلا أن تغيير مُحتوى البرامج حديثًا قد لازمها أيضًا تغيير في سياسة اللغة، فظهرت العديد من البرامج باللهجات العامية الركيكة والمُهترئة، كما باتت بعض شارات المُسلسلات تُعرَض غير مُدبلجة بل بنصها الأجنبي الأصلي، لتكون بمثابة إعلان عن إحداث ثورة في سياسة اللغة في المحطة، ومحو كل ما من شأنه أن يُعيد إلى الأذهان الذكريات القديمة للقناة والتي نشأ عليها الجيل الأول المُعاصرين للقناة من الأجيال الحالية.

### العوائد المالية

إعلان يظهر فيه ترويج لتطبيق سبيستون غو من أجل مشاهدة حلقات جديدة من مُسلسل سوبر وينجز مقابل نظير مادي.

في نهايات العقد الثاني اتخذت سبيستون مسارًا جديدًا يقوم على أساسٍ تجاري في المقام الأول بخلاف نهجها المعروف طَوال عشرين عامًا مضت؛ إذ أن في السابق، كانت سبيستون ترعى ذاكرة الأجيال من خلال تقديم أحدث البرامج على شاشتها، وتحرص على انتقاء وعرض البرامج بأبهى حُلة وذلك بشكلٍ مجاني بالكامل على شاشتها بالنسبة إلى المُشاهِد، ويكون عائدها المالي الوحيد من خلال الإعلانات الدعائية والشركات الراعية والحقوق التجارية وغيرها، أما في السنوات الأخيرة، فقد زَجت القناة بالمُشاهِد العربي ليكون مصدر دخلٍ إضافي؛ فكانت البرامج الحديثة والمُدبلجة مؤخرًا تُعرض على تطبيقها المُدّشَن سبيستون غو مُقابل مبلغ مادي يدفعه المُشاهد بشكلٍ شهري نظير مُشاهدة جميع الحلقات، فضلًا عن المبالغ المادية التي تُدفع نظير إزالة الإعلانات التجارية في هذا التطبيق وهو ما بدا خلاف ما عُرفت عنه سبيستون في بداية انطلاقها، بأنها كانت القناة الوحيدة التي تتيح للمُتابع مُشاهدة جميع عروضها بشكلٍ مجاني عكس قنوات الأطفال السائدة آنذاك التي كانت مُشفرة وغير متاحة مجانيًا.

## الخط الزمني
| الهوية الأولى (2000–2005)      |      | |                                                                                          |
|                                | 2000 | - ظهور القناة كبث تجريبي ولأول مرة تظهر على التلفاز في 15 مارس - انطلاق البث الرسمي للقناة في 2 أغسطس - ظهور الهوية الأولى للقناة - الإعلان عن الكواكب العشر المُخصصة للبرامج لأول مرة                            | - المحقق كونان - عهد الأصدقاء - داي الشجاع - هزيم الرعد - فلينستون - نقار الخشب          |
|                                | 2001 | - إطلاق سبيستون على قمر النايل سات - سبيستون تُحقق أعلى نسبة مُشاهدة في عددٍ من الدُول العربية | - أنا وأخي - أبطال الديجيتال - سلام دانك - صقور الأرض - لحن الحياة - توم وجيري           |
|                                | 2002 | - فضّ الشراكة مع تلفزيون البحرين وظهور سبيستون كقناة مُستقلة - زيادة ساعات البث إلى 10 ساعات - إصدار مجلة سبيستون لأول مرة - عرض مسلسل «دمتم سالمين» وهو أول مُسلسل عربي الإنتاج يُعرض على سبيستون                   | - بينكي وبرين - سابق ولاحق - سلفستر وتويتي - دروب ريمي - دراغون بول                      |
|                                | 2003 | - زيادة ساعات البث إلى 12 ساعة - افتتاح المقر الثاني للقناة في دبي - تأسيس سبيستون إيفنت كواحدة من الشركات التابع لغلوبال نيو إيج ميديا                                                                          | - أدغال الديجيتال - الصياد الجريء - بيبي الشقية - تايني تون - حماة الياقوت               |
|                                | 2004 | - زيادة ساعات البث إلى 24 ساعة لتُصبح القناة تعمل على مدار الساعة - عرض مسلسل «مدينة المعلومات» وهو من أشهر المُسلسلات التعليمية التي عُرضت في تاريخ القناة - إطلاق الموقع الرسمي للقناة                            | - أجنحة كاندام - مدينة المعلومات - بي بليد - القناص - المهرجون الصغار - الفتيات الخارقات |
| الهوية الثانية (2005–2013)     |      | |                                                                                          |
|                                | 2005 | - ظهور الهوية الثانية - إطلاق قناة سبيستون الإنجليزية لأول مرة - إطلاق قناة سبيستون الإندونيسية لأول مرة - إطلاق قناة سبيستون الكورية لأول مرة                                                                   | - أنا وأختي - أمجد وميمو - روبوكون - كرش جير                                             |
|                                | 2006 | - ظهور شريط الرسائل أسفل القناة - إطلاق خدمة سبيستون موبايل | - سوبر بيدا مان - إيروكا - أوف سايد - دايس                                               |
|                                | 2007 | - إنشاء مُنتدى سبيستون التابع للموقع الرسمي | - أيرون كيد - باتل بيدا مان - تيتوف - الثابتون                                           |
|                                | 2008 | - إطلاق قناة سبيس باور التابعة لسبيستون لأول مرة - إنشاء كنترول سبيستون | - إيداتين جمب - ناروتو - كركرتون - آندي باندي - سومو يامو - هورس لاند                    |
|                                | 2009 | - إطلاق قناة سبيستون الفارسية لأول مرة | - ون بيس - بلازينج تينز - السائق - باكوغان                                               |
|                                | 2010 | - إطلاق القناة الرسمية لسبيستون على اليوتيوب - مرور الذكرى العاشرة على تأسيس القناة | - أبطال الكرة - كوكب الباندا - آرمور هيرو - إيميلي                                       |
|                                | 2011 | - صدور تطبيق موقع سبيستون لأجهزة الآيباد والآيفون - إغلاق قناة سبيستون الإنجليزية | - رنين الجواهر - غورميتي - فيوتوراما - كاسبر في مدرسة الرعب                              |
|                                | 2012 | - انطلاق خدمة راديو سبيستون لأول مرة | - السراب - خروف في المدينة - سكان تو غو - مونسونو                                        |
| الهوية الثالثة (2013–حتى الآن) |      | |                                                                                          |
|                                | 2013 | - ظهور الهوية الثالثة - تقليص عدد الكواكب إلى سبعة وإزالة كوكب أفلام وتاريخ وعلوم - عودة كوكب علوم إلى الواجهة في 1 سبتمبر                                                                                       | - البؤساء - محققو الحيوانات - بي بو با - هيلو كيتي                                       |
|                                | 2014 | - إطلاق قناة سبيستون بلس لأول مرة - إغلاق قناة سبيس باور بعد 6 سنوات من العرض | - أبطال المدينة - مهرتي الصغيرة - نجمة الطبخ - بيدامان كروس فاير                         |
|                                | 2015 | - عودة كوكب أفلام إلى الواجهة مرةً أخرى بعد غياب عامين ونصف | - إل بي إكس - توماس والأصدقاء - ماشا والدب - الفأرة ميا                                  |
|                                | 2016 | - سبيستون تُحقق 130 مليون مُشاهدة في الوطن العربي - بداية ظهور فقرة سبيس باور على شاشة سبيستون | - ألفين والسناجب - دورايمون - سامي رجل الإطفاء - تراك تاون                               |
|                                | 2017 | - الإعلان عن جُمعة الذكريات في عيد ميلاد سبيستون لأول مرة - تأسيس سبيستون بيكتشرز كشركة مُتخصصة في مجال نشر وتوزيع أعمال الكرتون في الوطن العربي                                                                   | - سوبر وينجز - سونيك بوم - أوبتي مورفس - كوكوتاما                                        |
|                                | 2018 | - سبيستون تُعلن عرض أفلامها المُدبلجة في دور السينما في عددٍ من الدول العربية | - بي باتل برست - زاك ستورم - رينبو روبي - كايو                                           |
|                                | 2019 | - الإطلاق الرسمي لتطبيق سبيستون غو | - زافاري - روبوتس - ريكي زوم - غورميتي                                                   |
|                                | 2020 | - عرض مُسلسل «أساطير في قادم الزمان» وهو أول عمل يُعرض على سبيستون من إنتاج مُشترك ما بين مؤسسة عربية وأجنبية - تحويل معامل تصحيح الخطأ في تردد القناة ليكون 5/6 بدلًا من 3/4 - مرور الذكرى العشرين على تأسيس القناة | - أساطير في قادم الزمان - ترانسفورمرز سايبرفيرس - أوكتوناتس - مونستر هنتر ستوريز         |
|                                | 2021 | - عرض مسلسل «عائلة مشيع» وهو أول مسلسل يًعرض على القناة من إنتاج سبيستون - بدأ عرض فقرة «أنا وطفلي» التربوية | - عائلة مشيع - سبيس رنجر روجر - عمليات آوتش!                                             |
|                                | 2022 | - قامت القناة بتغيير مقاسات الصورة لتكون بشاشة كاملة - إطلاق فقرة «وقت مستقطع» التي تقوم بعرض الأعمال التي تحظى بأعلى قدر من أصوات الجمهور                                                                       | - نادي المليونيرات السري - ريان والضيف اللغز - كاليميرو - شوب شوب نينجا                  |
|                                | 2023 | - عرض برنامج «سلامتك» الذي يُعتبر نسخة كرتونية وإعادة إحياء للبرنامج التوعوي الخليجي الشهير «سلامتك» من إنتاج مؤسسة الإنتاج البرامجي المشترك الذي عُرضَ في بداية ثمانينات القرن الماضي.                             | - أمير التنس - مغامرات بادينغتون - بخيت أبو شطة - آية ويوسف                              |
|                                | 2024 | - عرض الإصدار الجديد من مسلسل الأنمي الياباني «أبطال الديجيتال» على القناة، بعد 23 عامًا من عرض النسخة الأولى. | - 44 قطة - أبطال الديجيتال (2020) - سلغتيرا                                              |
|                                | 2025 | |                                                                                          |

## الانتقادات
رُغم سعي القناة على المُحافظة على القيّم الأخلاقية لدى أطفال وشباب الوطن العربي، والمحافظة على الأساسيات التي تخلق أجيالًا قائمة بحد ذاتها، وحرصها على الجوانب الدينيّة والإسلاميّة، والمفاهيم التي تُعزز من روح الانتماء للوطن وللقوميّة العربية، إلا أن ذلك لم يشفع للقناة فقد طالتها عِدة انتقادات في الصروح الإعلامية، ومنها :
- طالت القناة العديد مِن الفتاوى التي تقول بتحريم مُشاهدتها، إما بسبب تصاوير الرسوم، أو بسبب المشاهد التي تقوم بعرضها زاعمين بأنها تحوي على مُنكرات ومفاسد مُتعددة.[11]
- المُبالغة في حذف وتقطيع وتحريف المشاهد إذ يعتبره البعض تّشويهًا يصل إلى تغيير القصة تمامًا مما دعا مُتابعي الرسوم المُتحركة والأنمي على وجه الخصوص إلى العزوف عن مُتابعة الأعمال المُدبلجة والتوجه إلى متابعتها بلُغتها الأصلية.[12] فيما يرى أصحاب الرأي النقيض بأن سياسة سبيستون في حذف المشاهد مبنية على أساس أخلاقي وتربوي من خلال دبلجة هذه الأعمال ووضعها ضمن إطار ثقافي مناسب للبيئة العربية، فضلًا عن غربلة المشاهد غير المناسبة ما يدل على حرص القناة والمركز بالحفاظ على قيم المجتمع العربي.[13]
- بالرغم من أن القناة قد أعلنت مرارًا عن كونها منصة ذات توجهٍ عربي تُوحَد الصَّف، إلا أنها قامت على كادرٍ سوري في غالبيته، ما أثار حفيظة العديد من الفنانيين في الدول العربية الأخرى. في عام 2003 وقع عددٌ من الفنانيين الأردنيين على عريضة وُزّعَت على الصَُحف والجهات المعنية تُطالب القناة بإنصافهم وضمهم وعدم اقتصار الأمر على سوريا.[14]
- اتُهمت سبيستون بأنها تنتهك القواعد الأخلاقية المتعارف عليها دَوليًا فيما يتعلّق بمدّة الإعلانات وتواقيت عرضها قبل عرض البرنامج وبعده مباشرة. إذ تُروّج هذه الإعلانات -بحسب الإدعاءات- لمنتجات متنوّعة من الألعاب الموجودة في بعض الأنميات وصولًا إلى المشروبات والأطعمة التي تحمل صور الشخصيات المفضّلة للأطفال، تهدف الإعلانات إلى الإيحاء للأولاد أنّ تناول هذه الأطعمة والمشروبات سيحوّلهم إلى نسخ عن أبطالهم الخارقين، أو أنّ شراء الألعاب سيَخلق لهم الحَماسة والمُتعة نفسها الموجودة لدى الشخصيات الأصلية في الأنمي.[15]
- وُجّهَت عددٌ من الانتقادات للقناة بسبب انتهاج منهج مبني على مسار دعائي ضخم، من خلال تدشين مُسلسلات تقوم على التسويق التجاري؛ كألعاب السيارات الصغيرة وألعاب البلابل، وهو ما يُبرز بحسب المُنتَقدين الكثافة الدعائية التي تكشف وجود رابط اقتصادي بين القناة والمُنْتَج.[16]
- طالت القناة في السنوات الأخيرة انتقادات من مُشاهدي المحطة بسبب ظهور عدد من الأعمال باللهجات العامية مثل «مندوس» و«عائلة مشيع» و«بخيت أبو شطة»، الأمر الذي بدا خِلاف النهج الذي سارت عليه القناة مُنذ نشأتها، وهو أن تكون البرامج باللغة العربية الفُصحى بشكلٍ كامل، دون أن يتخللها لحنٌ أو قصور أو شوائب أو أي مُفردات من اللهجات العامية.[17]

## الملاحظات والمراجع
ملاحظات
1. ↑  تغيّرت بعض كلمات الأغاني انطلاقًا من الهوية الثالثة

المراجع
1. ↑  موقع سبيستون جدول البث نسخة محفوظة 27 يوليو 2017 على موقع واي باك مشين.
2. ↑  الدليل الأوروبي للأقمار الصناعية نسخة محفوظة 27 يوليو 2017 على موقع واي باك مشين.
3. ↑  سبيس تون تستثمر 200 مليون دولار للبث الجزيرة، نُشر في 18 أكتوبر 2003 نسخة محفوظة 2020-05-10 على موقع واي باك مشين.
4. ↑  "Spacetoon, ALC Announce New Broadcast and Licensing Deals for MENA". Animation World Network (بالإنجليزية). 29 Mar 2016. Archived from the original on 2016-08-06.
5. ↑  Disney Channel Added in the Middle East نسخة محفوظة 29 يناير 2018 على موقع واي باك مشين.
6. ↑  البحرين توقف بث قناة سبيس تون لافلام الكرتون البوابة، تاريخ النشر 12 يناير 2002 نسخة محفوظة 20 ديسمبر 2019 على موقع واي باك مشين.
7. ↑  موسوعة الأطفال في العالم العربي. 2005م. مؤرشف من الأصل في 2019-12-06. اطلع عليه بتاريخ 16 آب، 2018م. {{استشهاد بكتاب}}: تحقق من التاريخ في: |تاريخ الوصول= (مساعدة)
8. ↑  مقابلة طارق العربي طرقان - قناة صدى البلد الدقيقة 3:21 نسخة محفوظة 28 سبتمبر 2021 على موقع واي باك مشين.
9. ↑  نوستالجيا وذكريات الطفولة والرسوم المتحركة بي بي سي، تاريخ النشر 19 يناير 2019 نسخة محفوظة 19 يوليو 2019 على موقع واي باك مشين.
10. ↑  فضائيات الأطفال وتأثيرها على الأسرة العربية ص207 نسخة محفوظة 23 ديسمبر 2018 على موقع واي باك مشين.
11. ↑  حكم مشاهدة قناة " سبيس تون " وما فيها من أفلام كرتونية الإسلام سؤال وجواب، تاريخ النشر 16 ديسمبر 2008 نسخة محفوظة 12 أبريل 2019 على موقع واي باك مشين.
12. ↑  حقيقة مركز الزهرة وسبيس تون - مع بعض النماذج والادلة الحية - ستار تايمز، تاريخ النشر 7 أغسطس 2008 نسخة محفوظة 01 يناير 2019 على موقع واي باك مشين.
13. ↑  حمسلسلات “الأنمي”.. ثقافة اليابان مغربلة بين يدي أطفالنا عنب بلدي، تاريخ النشر 24 يناير 2021 نسخة محفوظة 21 فبراير 2021 على موقع واي باك مشين.
14. ↑  طالبوا ببث برامجهم على شاشة القناة: فنانون اردنيون يتساءلون لماذا تقتصر برامج »سبيس تون« على انتاج سوري لبناني؟! 24 يوليو 2003، الدستور نسخة محفوظة 2021-09-03 على موقع واي باك مشين.
15. ↑  "سبايس تون" العنف والذكورية 27 يونيو 2013، المدن نسخة محفوظة 20 ديسمبر 2019 على موقع واي باك مشين.
16. ↑  سبيس توون.. مشفرة! 25 نوفمبر 2006 نسخة محفوظة 16 فبراير 2020 على موقع واي باك مشين.
17. ↑  عائلة مشيع 23 ديسمبر 2020 نسخة محفوظة 13 فبراير 2021 على موقع واي باك مشين.

## وصلات خارجية
- سبيستون على موقع IMDb (الإنجليزية)

- موقع سبيس تون